# زلزال أهورا 1840
زلزال أهورا 1840 هو زلزال وقع في 2 يوليو 1840 الساعة 16:00 بتوقيت تركيا، وكان مركزه السطحي بالقرب من جبل أرارات. تسبّب الزلزال في ثوران بركاني وانهيار أرضي كبير أدى إلى تدمير عدد من القرى المحيطة. تُقدّر السجلات الزلزالية قوّة الزلزال بـ7.4 على مقياس موجات السطح.، وبلغت شدته القصوى الدرجة التاسعة على مقياس ميركالي المعدل. أسفر الزلزال وتوابعه عن مقتل نحو 10,000 شخص، مما يجعله من أكثر الزلازل دموية في تاريخ المنطقة.

## جيولوجيا
تقع المنطقة بالقرب من نقطة التقاء ثلاثية، حيث يلتقي فالق شمال الأناضول مع فالق شرق الأناضول وحزام طيات واندفاعات زاغروس. وتشكل هذه التراكيب حدود الصفائح التكتونية بين الصفيحة الأناضولية الفرعية، والصفيحة العربية، والصفيحة الأوراسية. ونظرًا لوقوع المنطقة عند تقاطع ثلاث صفائح تكتونية، فإنها تُعد من المناطق المعرضة للزلازل القوية الضحلة، والتي تكون آلية حدوثها غالبًا انزلاقية جانبية أو اندفاعية.
وقع الزلزال، الذي بلغت قوته 7.4 على مقياس موجات السطح، على منحدرات جبل أرارات، وترافق مع تمزق سطحي بلغ طوله نحو 72 كيلومترًا (45 ميلًا). وقد وقع التمزق على طول فالق غَيلاطو–سياه تششمه–خُوي، وهو فالق نشط عُرف بتسبّبه في زلازل كبيرة، من بينها زلزال عام 139 ميلادي (بقوة 7.0) وزلزال عام 1319 ميلادي بقوة 7.4.

## الأضرار
قُدِّر عدد ضحايا الزلزال وآثاره المصاحبة بنحو 10,000 شخص، من بينهم 1,900 من سكان قرية أكوري. وأسفرت الآثار الثانوية عن وفاة نحو 4,000 شخص. أدى الزلزال وتدفّق اللّهار إلى مقتل جميع سكان أكوري، البالغ عددهم نحو 1,000 نسمة، بالإضافة إلى رهبان دير القديس يعقوب. كما تسبب انفجار هوائي هائل في أضرار جسيمة، وتعرّضت مناطق آواجق، وبامبوخ، وغيلاتو لدمار واسع النطاق، حيث دُمّرت معظم القرى فيها بالكامل. انهارت العديد من المنازل، وتعرضت قلعة مدينة دوغبايزيد للدمار، ولم تَسلم سوى منازل قليلة من الانهيار.
وقعت أيضًا ظواهر انسياب تربة وانهيارات أرضية في المناطق البعيدة عن جبل أرارات، ما أسفر عن تدمير عدد من القرى، من بينها قراكاسانلو، وأليشير، وكاراتشالو. كما اندفعت الرمال من شقوق في الأرض، امتد بعضها لمسافة تصل إلى كيلومتر واحد على طول أنهار أراس، وكاراسو، وأخورِيان، وأرپا. وفي ناحيتي ناخيتشيفان وشرور، دُمّر ما لا يقل عن 7,821 منزلًا و24 دار عبادة. وسُجّلت في روسيا وفاة 49 شخصًا وإصابة 30 آخرين. كما أدى انهيار أرضي إلى سدّ مؤقت لنهر متسامور، وتعرّضت مدن عدة لأضرار متفاوتة، من بينها فاغارشابات، ويريفان، وگارني، ووان، وتبليسي، وتبريز، وغيومري.